# Oxford, Maryland
Oxford är en kommun (town) i Talbot County i Maryland. Vid 2020 års folkräkning hade Oxford 611 invånare.